# یاگوشتیتسا
یاگوشتیتسا (به صربی: Jagoštica) یک منطقهٔ مسکونی در صربستان است که در بایینا باشتا واقع شده‌است. یاگوشتیتسا ۴۳٫۱۵ کیلومتر مربع مساحت و ۷۷ نفر جمعیت دارد و ۹۹۴ متر بالاتر از سطح دریا واقع شده‌است.